# Max Habicht
Christian Maximilian Habicht, auch Max Habicht (* 8. März 1775 in Breslau, Niederschlesien; † 25. Oktober 1839 ebenda) war ein deutscher Arabist, der sowohl eine deutsche Übersetzung der arabischen Erzählungen von Tausendundeiner Nacht als auch eine arabische Ausgabe veröffentlichte. Seine überwiegend auf der Übertragung von Antoine Galland fußende vollständige Übersetzung von Tausendundeiner Nacht hatte er zusammen mit Friedrich Heinrich von der Hagen und Karl Schall „zum ersten Mal aus einer tunesischen Handschrift ergänzt und vollständig übersetzt“ veröffentlicht (Breslau 1825).

## Leben
Max Habicht war der Sohn eines wohlhabenden Geschäftsmannes und ursprünglich für die kaufmännische Laufbahn bestimmt. 1797 ging er als preußischer Legationssekretär nach Paris. Er nutzte den Aufenthalt, um Arabisch unter Antoine-Isaac Silvestre de Sacy zu lernen. Aufgrund der Ägyptischen Expedition Napoleons herrschte damals in Paris ein reges Interesse am Orient. Er lernte auch mehrere Araber kennen, die damals von Ägypten nach Paris kamen. Auch in späteren Jahren blieb er noch mit mehreren von diesen in freundschaftlichem brieflichen Verkehre und veröffentlichte 1824 eine Auswahl ihrer Briefe. Als beim Ausbruch des Vierten Koalitionskrieges 1806 die preußische Gesandtschaft Paris verlassen musste, blieb Habicht noch bis zum März des nächsten Jahres dort. Er kehrte dann nach Breslau zurück, wo er 1812 promovierte. 1813 habilitierte er sich; von 1824 an bekleidete eine außerordentliche Professur der arabischen Sprache, bis er am 25. Oktober 1839 infolge eines Schlaganfalls starb.

## Übersetzung und Ausgabe vonTausendundeiner Nacht

### Übersetzung (Breslau, 1825)
Im Jahr 1825 veröffentlichte Habicht seine deutsche Übersetzung von Tausendundeiner Nacht in fünfzehn Bänden, die er gemeinsam mit Friedrich Heinrich von der Hagen und Karl Schall angefertigt hatte. Die Übersetzung wird ausdrücklich als „zum ersten Mahl aus einer Tunesischen Handschrift ergänzt und vollständig übersetzt“ bezeichnet. Wie bereits der deutsche Dichter Friedrich Rückert feststellte, stützt sich die Habicht-Übersetzung nach Angaben der Arabian Nights Encyclopedia (ANE) – die sowohl Erzählungen aus Habichts Übersetzung (1825) als auch aus der Breslauer Ausgabe (1825–1843) berücksichtigt – in erster Linie auf Antoine Galland mit Ergänzungen von Caussin de Perceval, Gauttier und Scott sowie einigen Erzählungen aus der „tunesischen Handschrift“.

### Breslauer Ausgabe (Breslau 1825 bis 1838 bzw. 1843)
Von 1825 bis 1838 gab Habicht die dazugehörige arabische Ausgabe von Tausendundeiner Nacht heraus. Wie Duncan B. MacDonald nach Angaben der Arabian Nights Encyclopedia (ANE) später nachwies (1909), basiert Habichts „tunesische Handschrift“ auf Material, das Mordechai Ibn al-Najjar aus in Paris erhaltenen Manuskripten kopiert hatte. Nach MacDonalds Einschätzung sei Habicht „als der eigentliche Kompilator einer Neufassung der Nächte zu bezeichnen und nicht als Herausgeber einer bereits existierenden Neufassung“. Nach Habichts Tod wurde die Herausgabe des Textes von Heinrich Leberecht Fleischer (1801–1888) fortgesetzt.

## Werke
- Tausend und eine Nacht – Arabische Erzählungen. Deutsch von Max Habicht, Fr. H. von der Hagen und Carl Schall. Neu herausgegeben von Karl Martin Schiller. F. W. Hendel, Leipzig 1926. 12 Bände. (Digitalisate)
- Epistolae quaedam Arabicae a Mauris, Aegyptiis et Syris conscriptae [Einige arabische Briefe, geschrieben von Mauren, Ägyptern und Syrern]. 1824.
- Meidanii aliquot proverbia Arabica cum interpretatione Latina [Einige arabische Sprichwörter mit lateinischer Interpretation]. 1826.